# Jules Burnotte
Jules Burnotte (Sherbrooke, 29 dicembre 1996) è un ex biatleta canadese.

## Biografia
Jules Burnotte, attivo dalla stagione 2013-2014, ha esordito in Coppa del Mondo 16 dicembre 2018 a Hochfilzen in staffetta (20º) e ai Campionati mondiali a Östersund 2019, dove si è classificato 76º nella sprint e 13º nella staffetta; ha conquistato il miglior risultato in Coppa del Mondo il 15 dicembre 2019 a Hochfilzen in staffetta (4º) e ai successivi Mondiali di Anterselva 2020, sua ultima presenza iridata, si è piazzato 28º nell'individuale, 69º nella sprint e 14º nella staffetta. Ai XXIV Giochi olimpici invernali di Pechino 2022, sua unica presenza olimpica, è stato 36º nell'individuale, 29º nella sprint, 28º nell'inseguimento, 18º partenza in linea e 6º nella staffetta (miglior risultato conseguito fino ad allora da una staffetta canadese nel biathlon ai Giochi olimpici); si è ritirato nel corso della stagione 2022-2023 e la sua ultima gara in carriera è stata la sprint di Coppa del Mondo disputata il 15 dicembre 2022 ad Annecy/Le Grand-Bornand, chiusa da Burnotte al 67º posto.

## Palmarès

### Mondiali giovanili
- 1 medaglia:
  - 1 argento (staffetta a Presque Isle 2014)

### Coppa del Mondo
- Miglior piazzamento in classifica generale: 71º nel 2022